# NA-4114
La  NA-4114  es una carretera local perteneciente a la Red de Carreteras de Navarra que se inicia en PK 10,84 de NA-411 y termina en Saldias. Tiene una longitud de 14,19 kilómetros.